# Ahmed Osman

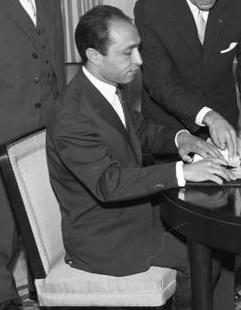
Ahmed Osman (1961)

Ahmed Osman (arabisch أحمد عصمان, DMG Aḥmad ʿUṣmān; * 3. Januar 1930) ist ein ehemaliger marokkanischer Politiker und Diplomat.
Osman war vom 2. November 1972 bis zum 22. März 1979 Premierminister von Marokko. In dieser Funktion führte er 1975 den Grünen Marsch an. Zuvor war er von 1961 bis 1962 Botschafter des Landes in Deutschland und wechselte danach in die Vereinigten Staaten, wo er von 1967 bis 1970 Botschafter Marokkos war.
Ab 1978 war er Präsident des Rassemblement National pour l’Indépendance (RNI) und später von 1984 bis 1992 Parlamentspräsident.
Er war mit Prinzessin Lalla Nuzha (1940–1977) verheiratet, die Tochter des Königs Mohammed V.